# 다리오 아르젠토
다리오 아르젠토(Dario Argento, 1940년 9월 7일 ~ )는 이탈리아의 영화 감독, 영화 제작자, 영화 평론가, 영화 각본가이다. 잘로 장르와 1970~80년대 공포 영화의 대가 중 한 명이다. 배우 아시아 아르젠토의 아버지이다.

## 작품 목록
- 수정 깃털의 새 (1970)
- 아홉 개의 꼬리를 가진 고양이 (1971)
- 4 플라이즈 온 그레이 벨벳 (1971)
- 더 파이브 데이즈 (1973)
- 딥 레드 (1975)
- 서스페리아 (1977)
- 인페르노 (1980)
- 쉐도우 (1982)
- 페노미나 (1985)
- 의혹의 침입자 (1987)
- 검은 고양이 (1990)
- 헤드헌터 (1993)
- 스탕달 신드롬 (1996)
- 오페라의 유령 (1998)
- 슬립리스 (2001)
- 카드 플레이어 (2004)
- 눈물의 마녀 (2007)
- 지알로 (2009)
- 드라큐라 3D (2012)